# アロルド・グラマトヘス
アロルド・グラマトヘス（Harold Gramatges、1918年9月26日 - 2008年12月16日）はキューバの作曲家。
サンティアーゴ・デ・クーバ出身。サンティアーゴ・デ・クーバ音楽院で学んだ後、ハバナ市立音楽院でアマデオ・ロルダンらに作曲を師事した。1942年にアメリカ合衆国を訪れ、タングルウッド音楽センターでアーロン・コープランドに作曲を、セルゲイ・クーセヴィツキーに指揮を学んだ。
帰国後、ハバナ市立音楽院で和声・作曲・音楽美学・音楽史の教授に就任し、さらに音楽院オーケストラを創設して指揮者となった。1959年のキューバ革命後、音楽団体「カサ・デ・ラス・アメリカス」を創設し、音楽教育の発展に尽力した。また1961年から1965年まで駐フランス大使を務めた。
作風は現代音楽とラテン音楽の融合を図ったもので、作品には交響曲、室内楽曲、歌曲、劇付随音楽、映画音楽などがある。

## 作品
- パーカッションとピアノのためのバレエ『イカロス』
- ピアノソナタ
- フルートとピアノのためのデュオ
- クラリネット、チェロ、ピアノのためのトリオ
- 交響曲
- フルート、クラリネット、ヴィオラ、チェロのためのカプリツィオ
- ピアノと管楽器のためのコンチェルティーノ
- 弦楽オーケストラのためのセレナータ
- 2つのキューバ舞曲
- シンフォニエッタ
- 木管五重奏曲
- ギター協奏曲